# Willa przy ulicy Władysława Anczyca 9 w Krakowie
Willa przy ulicy Władysława Anczyca 9 – zabytkowa willa znajdująca się w Krakowie, w dzielnicy VII przy ul. W. Anczyca, na Salwatorze.
Budynek został wzniesiony w latach 1910–1913. Zaprojektowany został przez Romana Bandurskiego.
Willa wchodzi w skład Salwatora, którego układ urbanistyczny został wpisany 8 października 2019 do rejestru zabytków. Budynek znajduje się także w gminnej ewidencji zabytków.